# Sant Miquel de Sant Feliu d'Avall
Sant Miquel de Sant Feliu d'Avall era una capella del poble de Sant Feliu d'Avall, a la comarca del Rosselló (Catalunya del Nord).
Estava situada a la plaça de la cellera originària del poble de Sant Feliu d'Avall.
Era una església documentada el 941, i se'n tenen notícies fins al segle xviii. Després va desaparèixer.